# 高垣広徳
高垣 広徳（たかがき ひろのり、1953年〈昭和28年〉9月23日 - ）は、日本の政治家。広島県東広島市長（2期）。元広島県副知事。

## 概要
広島県尾道市生まれ。広島県立福山誠之館高等学校卒業後、1976年（昭和51年）に大阪大学工学部土木工学科卒業。同年、広島県庁に入庁。
土木技術職員として東広島地域事務所建設局次長、福山地域事務所建設局長、土木局技監、土木局長などを歴任。
2013年3月に広島県庁を退職。 同年4月、2013年（平成25年）に株式会社サタケに入社。 
2014年（平成26年）4月、広島県副知事に就任。 
2017年（平成29年）12月18日、東広島市長の蔵田義雄が追突事故の後遺症による体調の悪化を理由に辞表を提出（12月21日に辞職）。12月27日、高垣は蔵田の辞職に伴う市長選挙に立候補する意向を表明し、同日、副知事を退任した。
2018年（平成30年）2月4日に行われた東広島市長選挙に自由民主党・公明党・民進党の推薦を受けて立候補し、初当選した。投票率は35.86％。同日、市長就任。
2022年（令和4年）1月30日に行われた市長選挙で自由民主党・公明党・立憲民主党の推薦を受け立候補し再選。投票率は25.52％。